# Yassine Kechta
Yassine Kechta (sinh ngày 25 tháng 2 năm 2002) là một cầu thủ bóng đá chuyên nghiệp hiện đang thi đấu ở vị trí tiền vệ cho câu lạc bộ Ligue 1 Le Havre. Sinh ra ở Pháp, anh khoác áo Maroc ở cấp độ trẻ quốc tế.

## Sự nghiệp câu lạc bộ
Yassine Kechta khởi đầu sự nghiệp ở vùng Đại Paris khi là thành viên của các đội trẻ Racing Club và Paris FC trước khi chuyển đến Le Havre.
Tại đây, anh được đào tạo tại học viện Le Havre AC, đáng chú ý khi vào đến vòng 16 đội của Coupe Gambardella năm 2019, khi chi mới 15 tuổi.
Anh có màn ra mắt cho Le Havre vào ngày 15 tháng 5 năm 2021, thay cho Arouna Sangante trong chiến thắng 3–2 trên sân nhà ở Ligue 2 trước nhà vô địch ESTAC Troyes.

## Sự nghiệp quốc tế
Yassine Kechta là cầu thủ đội tuyển trẻ quốc gia Maroc. Anh đã tham dự Giải bóng đá UNAF U-17 2018 cùng với đội U-17 Maroc, đội đã lọt vào trận chung kết trên sân nhà. Sau đó anh là thành viên của đội hình Maroc tham dự Cúp bóng đá U-17 châu Phi 2019 diễn ra ở Tanzania.
Năm 2021, khi bóng đá trẻ quốc tế tiếp tục trở lại sau sự gián đoạn do đại dịch, anh là thành viên trong đội hình Maroc vào đến tứ kết ở Cúp bóng đá U-20 châu Phi 2021.